# Ziziphus piurensis
Ziziphus piurensis là một loài thực vật có hoa trong họ Táo. Loài này được Pilg. miêu tả khoa học đầu tiên năm 1916.